# Róger Gómez
Róger Gómez Tenorio (La Cuesta, 1965. február 7. – ) Costa Rica-i válogatott labdarúgó. 

## Pályafutása

### Klubcsapatban
1987 és 1992 között a CS Cartaginés játékosa volt. 1992 és 1994 között a Herediano csapatában játszott, melynek tagjaként 1993-ban bajnoki címet szerzett. Később szerepelt még a Municipal Turrialba (1995), a Pérez Zeledón (1996–99) és a Municipal Osa (1999–02) együttesében.

### A válogatottban
1990 és 1992 között 19 alkalommal szerepelt az Costa Rica-i válogatottban és 4 gólt szerzett. Részt vett az 1990-es világbajnokságon, ahol a Skócia, a Brazília, és a Svédország elleni csoportmérkőzésen kezdőként lépett pályára. A Csehszlovákia elleni nyolcaddöntőben nem kapott lehetőséget. Tagja volt az 1991-es UNCAF-nemzetek kupáján győztes válogatott keretének és részt vett az 1991-es CONCACAF-aranykupán is.

## Sikerei, díjai
CS Herediano
- Costa Rica-i bajnok (1): 1992–93

Costa Rica
- UNCAF-nemzetek kupája győztes (1): 1991